# سیارک ۱۹۴۴۷
سیارک ۱۹۴۴۷ (به انگلیسی: 19447 Jessicapearl، نامگذاری:1998FD114) نوزده هزار و چهارصد و چهل و هفتمین سیارک کشف شده‌است که در ۳۱ مارس ۱۹۹۸ کشف شد.
قدر مطلق سیارک برابر ۱۸.۶ است.